# Долинська селищна адміністрація
До́линська селищна адміністрація (каз. Долинка кенттік әкімдігі, рос. Долинская поселковая администрация) — адміністративна одиниця у складі Шахтинської міської адміністрації Карагандинської області Казахстану. Адміністративний центр — селище Долинка.
Населення — 6304 особи (2021; 5350 у 2009, 6390 у 1999, 5990 у 1989).